# Movimiento de los moshavim
El movimiento de los moshavim (en hebreo: תנועת המושבים) (transliterado: Tnuat HaMoshavim) es uno de los principales movimientos de asentamientos en Israel, cuyos miembros son aldeas cooperativas organizadas como moshavim y moshavim shitufim.

## Historia
Fundado en 1920 con el establecimiento del primer moshav, Nahalal, en el Valle de Jezreel en el norte de Israel, el movimiento hoy tiene una membresía de 253 moshavim de un total de 440 moshavim y moshavim shitufim en Eretz Israel. 
Los miembros de los moshavim tienen acceso a una variedad de instrumentos de apoyo mutuo mantenidos por el movimiento de los moshavim. 
Estos incluyen una compañía de seguros mutuos, un fondo de ayuda mutua, un banco hipotecario para los moshavim y un fondo de pensiones y jubilación para los miembros individuales de los moshavim.  
En el pasado, el movimiento de los moshavim creó un sistema de cooperativas de servicios regionales para el suministro de productos agrícolas y para la comercialización y procesamiento de productos agrícolas para sus miembros. 
Estas cooperativas regionales eran esencialmente similares a las establecidas por el movimiento de los kibutzim e incluían instalaciones de envasado y enlatado de frutas, centros de mezcla de alimentos para ganado, plantas de procesamiento de carne y aves de corral, instalaciones de clasificación y envasado de huevos y capacidad de almacenamiento refrigerado. 
El movimiento de los moshavim, como todos los movimientos de asentamientos en Israel, es una cooperativa secundaria o una federación de cooperativas cuyos miembros son cooperativas agrarias primarias a nivel de aldea (moshavim y moshavim shitufim).